# Rebecca Petch
Rebecca Petch (Te Awamutu, 9 juli 1998) is een Nieuw-Zeelands baanwielrenster en voormalig BMX'ster.

## Carrière
Petch begon al op jonge leeftijd met het BMX'en. Na enkele top dertig plaatsen op de wereldkampioenschappen in 2017, 2018 en 2019 nam ze in 2021 deel aan de Olympische Spelen die werden gehouden in Tokio. Hier werd ze in de halve finale uitgeschakeld. Één jaar later, in 2022, werd ze voor het eerst Oceanisch kampioen BMX bij de elite.
Op de baan won ze goud op de teamsprint bij de Gemenebestspelen 2022. De teamsprint reed ze samen met Ellesse Andrews en Olivia King. Twee jaar later nam ze voor de tweede keer in haar carrière deel aan de Olympische Spelen, die ditmaal werden gehouden in Parijs. Bij de teamsprint won ze zilver samen met Andrews en Shaane Fulton.

## Palmares

### Baanwielrennen
| Jaar | NK           | OK                        | WK | Overige                         |
| ---- | ------------ | ------------------------- | -- | ------------------------------- |
| 2022 | tijdrit 500m | teamsprint · tijdrit 500m |    | Gemenebestspelen: · teamsprint  |
| 2023 |              | teamsprint · tijdrit 500m |    |                                 |
| 2024 | keirin       | teamsprint                |    | Olympische Spelen: · teamsprint |

### BMX
2015
 Oceanisch kampioenschap, junioren
2016
 Oceanisch kampioenschap, junioren
2017
 Oceanisch kampioenschap, elite
2018
 Oceanisch kampioenschap, elite
2022
 Oceanisch kampioen, elite